# Lebhir
Lebhir (en arabe : لبحير) est une commune rurale du sud de la Mauritanie, située dans le département de Barkewol de la région d'Assaba.

## Géographie
La commune de Lebhir est située à l'ouest dans la région d'Assaba et elle s'étend sur 493,5 km2.
Elle est délimitée au nord par la commune de Guever, à l’est par les communes de Oudey Jrid et de Legrane, au sud par la commune de Laweissi, à l'ouest par la commune de Daghveg.

## Histoire
Lebhir a été érigée en commune par l'ordonnance du 20 octobre 1987 instituant les communes de Mauritanie.

## Démographie
Lors du Recensement général de la population et de l'habitat (RGPH) de 2000, Lebhir comptait 5 832 habitants.
Lors du RGPH de 2013, la commune en comptait 7 394, soit une croissance annuelle de 1,9 % sur 13 ans.

## Économie
L'agriculture est au centre de l'économie de Lebhir, comme quasiment toutes les communes de la région. Mais cette économie est fragile car elle rencontre des obstacles à son développement, notamment les conditions climatiques ou le manque de moyens des agriculteurs. Pour faire face à ces obstacles, l'état ou différentes ONG financent des projets qui améliorent les conditions de vie des habitants.